# Jevhen Marusiak
Jevhen Marusiak (Євген Ігорович Марусяк), född 16 mars 2000, är en ukrainsk backhoppare. Han deltog i Världsmästerskapen i nordisk skidsport 2019 i Seefeld in Tirol men blev utslagen i kvalet i både stor backe och normalbacke.
Vid världscupen i backhoppning i Österrike 29 januari 2023 hoppade han 210 meter, vilket placerade honom på 26:e plats i tävlingen.